# Columbus (U-Boot)
Die Columbus, auch USS Columbus (Kennung: SSN-762), ist ein atomgetriebenes Jagd-U-Boot der Los-Angeles-Klasse (Flight III) der United States Navy.

## Geschichte
Das nach der Stadt Columbus in Ohio benannte Schiff wurde als SSN-762 1986 in Auftrag gegeben und Anfang 1991 bei Electric Boat auf Kiel gelegt. Die Bauzeit im Trockendock betrug eineinhalb Jahre, am 1. August wurde das Boot Columbus getauft und lief vom Stapel. Nach vollständiger Endausrüstung an der Pier und ersten Erprobungsfahrten wurde das U-Boot im Juni 1993 offiziell in Dienst gestellt. Ein Jahr später wurde das Boot zur so genannten Post Shakedown Availability wieder eingedockt, bis September wurden letzte Probleme beseitigt. Dann verlegte die Columbus nach Pearl Harbor, Hawaii, wo sie ab Ende 1995 ihre erste Einsatzfahrt in den Westpazifik startete.
2004 beendete die Columbus eine im Oktober 2003 begonnene Einsatzfahrt und dockte im Herbst in der Puget Sound Naval Shipyard ein, um sich einer Überholung zu unterziehen.
Mitte April 2006 geriet die Columbus ins Blickfeld der Öffentlichkeit, als sieben Besatzungsmitglieder unter anderem wegen tätlichen Angriffs, Pflichtverletzungen und hazing zu Lasten von zwei Schiffskameraden angeklagt wurden. Die Ränge der Beklagten reichten von Petty Officer Third Class bis zum Senior Chief Petty Officer. Am 13. Juni wurde darauf der Kommandant des Bootes abgelöst.
Im Sommer 2010 nahm das U-Boot an der multinationalen Übung RIMPAC teil.